# Katamaga
Katamaga est une ville du sous-district Ngamiland Delta dans le District du Nord-Ouest au Botswana.